# Tschudi (Familie)
Die Tschudi (auch Tschudy) sind eine sehr alteingesessene Familie der Oberschicht im Schweizer Kanton Glarus. Die zahlenmässig grösste und bedeutendste Familie des Landes nannte sich ursprünglich Schudi oder Schudin. Sie zählt zu den sogenannten Häuptergeschlechtern des Freistaates Glarus.

## Geschichte
Das Geschlecht erscheint urkundlich erstmals mit Heinricus Schudi, villicus (maior) von Glarus 1220 urkundlich, bzw. nach neuerer Forschung am 4. November 1289 in Linthal. Die sichere Stammreihe beginnt mit Heinrich Schudi (1356–1388).
Aegidius versuchte, die Genealogie der Tschudi bis ins 10. Jahrhundert zurückzuführen bzw. die Familie mit dem Zürcher Rittergeschlecht von Glarus in Zusammenhang zu bringen. Der kritischen Geschichtsforschung des 20. Jahrhunderts hielt diese Rekonstruktion jedoch nicht stand. Gestützt auf Aegidius’ Annahmen, erfanden spätere Genealogen ein Adelsdiplom, das Kaiser Ferdinand I. 1559 der Familie verliehen haben soll und wovon vor allem auswärtige Angehörige Gebrauch machten.
Von Beginn des 15. Jahrhunderts bis in neuere Zeit spielten die Tschudi im Glarner Staatswesen eine führende Rolle, stellten 17 Landammänner, einen Pannerherrn, Landvögte, Schranken- und Ratsherren. Etwa 170 Familienangehörige dienten als Offiziere in fremden Diensten. 
Den persönlichen Reichsritterstand erhielten 1476 Hans Tschudi auf Liebenberg und Schüpfen, Anführer der Glarner als Landeshauptmann in der Schlacht bei Murten, nachmals Landammann, und sein Sohn Marquard Tschudi, Hauptmann, nachmals Landvogt im Thurgau.
Den Aufstieg der Familie leiteten die Landammänner Jost der Ältere und Johannes im 15. Jahrhundert ein. Von Johannes’ Sohn Ludwig dem Älteren gehen die in der Geschichte des Landes Glarus bekanntesten Tschudi aus, so Ludwig der Jüngere. Dieser erwarb 1528 die Herrschaft Gräpplang, die bis 1766 als Fideikommiss in Familienbesitz blieb und nach der sich die Tschudi Freiherr von Flums und Gräpplang nannten. Ausserdem besassen die Tschudi Schloss und Gericht Schwarzwasserstelz bei Kaiserstuhl (1589–1831), Burg und Freisitz Uster (1663–1710), die Herrschaften Ortenstein (1523–1527), Hilfikon, Sarmenstorf (1743–1756), Amriswil und Wäldi (Gemeinde Häggenschwil, 17. Jahrhundert).
In der Reformation spaltete sich die Familie. Die reformierten Tschudi sind in Glarus und Schwanden, die katholischen in Glarus, Ennenda und Näfels verbürgert. Die vornehmen katholischen Tschudi widmeten sich fast ausschliesslich dem Staats- und Solddienst, stiegen in Frankreich, Österreich und vor allem in Spanien und Neapel, zu hohen militärischen und zivilen Stellungen auf. Aus einer Landammanndynastie mit Ulrich, Johann Ludwig und Joseph Ulrich stammen die Brüder und Soldunternehmer Leonhard Ludwig und Josef Anton. Letzterer begründete die Neapolitaner Linie mit Fridolin Joseph Ignatius, Carl Ludwig Sebastian, Pasqual, Josef Anton und Karl Ludwig. Eine im Dienst der Fürstabtei St. Gallen stehende Linie, der Abt Dominikus von Muri zuzurechnen ist, residierte ab dem 16. Jahrhundert in Wil. Die reformierten Tschudi stellten ebenfalls eine Reihe Landammänner und betätigten sich bis ins 20. Jahrhundert in der Politik. Sie brachten eine Anzahl Wissenschaftler, Ärzte und Pfarrer hervor, so die Geschichtsforscher Johann Heinrich und Johann Jakob sowie die in St. Gallen verbürgerten Brüder Johann Jakob, Forschungsreisender, und Friedrich, Naturwissenschafter und Politiker. Vielfach in Handel und Gewerbe tätig, trugen sie seit dem 18. Jahrhundert zur industriellen Entwicklung des Kantons bei (Tschudi & Cie. Schwanden, Textilfabriken in Italien).
Die Aufnahme in die Schwäbische Reichsritterschaft, Kantons Donau, erfolgte am 3. Februar 1750 bzw. Kantons Hegau, am 27. Juni 1761. Die Erhebung zum sizilianischen Marchese di San Pasquale (nach dem Recht der Primogenitur; Titel von der Mutter geerbt, bzw. von deren Vater Josef Ignaz Wirz, Marchese di San Pasquale (1725–1792)) fand am 11. Januar 1838 für Josef Anton von Tschudi (1770–1839 oder 1840)statt. Dieser war königlich sizilianischer Feldmarschall, Kommandeur der Schweizertruppen und Vizekönig von Sizilien.
Die Nachkommenschaft des fürstlich waldeckischen Majors Rudolf von Tschudi (1766–1857) wurde zum preußischen Adel gezählt.

## Bekannte Persönlichkeiten
- Aegidius Tschudi (1505–1572), Schweizer Historiker und Politiker
- August von Tschudi (1815–1878), preußischer Generalmajor
- Bartholomäus Tschudi (1620–1702), Bibliothekar des Klosters St. Gallen (1654–1661)
- Burkhardt Tschudi (englisch Burkat Shudi; 1702–1773), britisch-schweizerischer Cembalobauer
- Dominikus Tschudi OSB (1597–1654), Abt des Klosters Muri
- Felix Tschudi (1917–2010), Schweizer Pfarrer und Sozialethiker
- Franziska Tschudi Sauber (* 1959), Schweizer Anwältin und Unternehmerin
- Fridolin Tschudi (1912–1966), Schweizer Schriftsteller und Humorist
- Friedrich von Tschudi (1820–1886), Schweizer Schriftsteller und Politiker
- Georg von Tschudi (1862–1928), deutscher Flugpionier und Offizier
- Gilles Tschudi (* 1957), Schweizer Schauspieler und Theaterregisseur
- Hans Martin Tschudi (* 1951), Schweizer Politiker (DSP)
- Hans-Peter Tschudi (1913–2002), Schweizer Politiker (SP)
- Hans Rudolf Tschudi (1641–1716), Schweizer Pfarrer
- Hugo von Tschudi (1851–1911), Schweizer Kunsthistoriker und Museumsleiter
- Irma Tschudi-Steiner (1912–2003), Schweizer Pharmazeutin und Medizinerin
- Jacqueline Blass-Tschudi (* 1934), Schweizer Zeichnerin
- Johann Heinrich Tschudi (Theologe) (1670–1729), Schweizer Theologe und Historiker
- Johann Heinrich Tschudi (1728–1783), Schweizer Arzt und Politiker
- Johann Jakob Tschudi (1722–1784), Schweizer Theologe und Historiker
- Johann Jakob von Tschudi (1818–1889), Schweizer Naturforscher, Forschungsreisender, Linguist und Diplomat
- Peter Tschudi, Schweizer Oberst eines französischen Fremdenregiments
- Raphaël Tschudi (* 1987), Schweizer Schauspieler
- Raymund Tschudi OSB (1914–2011), Abt des Klosters Einsiedeln
- Rosa Tschudi (1924–2015), Schweizer Köchin
- Rudolf Tschudi (1884–1960), Schweizer Philologe und Orientalist
- Valentin Tschudi (1499–1555), Schweizer reformierter Theologe, Pfarrer in Glarus und Chronist
- Walter Tschudi (1933–2004), Schweizer Leichtathlet

## Wappen
- Stammwappen: In Gold eine entwurzelte grüne Tanne mit roten Stamm und neun (2, 3, 4) roten Tannenzapfen. Auf dem Helm mit rot-goldenen Decken die Tanne.
- Späteres Wappen: Geviert; 1 und 4 in Gold ein einwärts-gewendeter stehender schwarzer Steinbock († von Glarus [de Clarona] aus Zürich), 2 und 3 wie Stammwappen. 2 gekrönte Helme; rechts wie Stammwappenhelm, auf dem linken mit schwarz-goldenen Decken ein mit der Spitze rechtsgekehrtes schwarzes Steinbockshorn, das außen mit 4 goldenen Kugeln besteckt ist, aus denen je 4 schwarze Hahnenfederchen hervorgehen († von Glarus).

Historische Wappendarstellungen

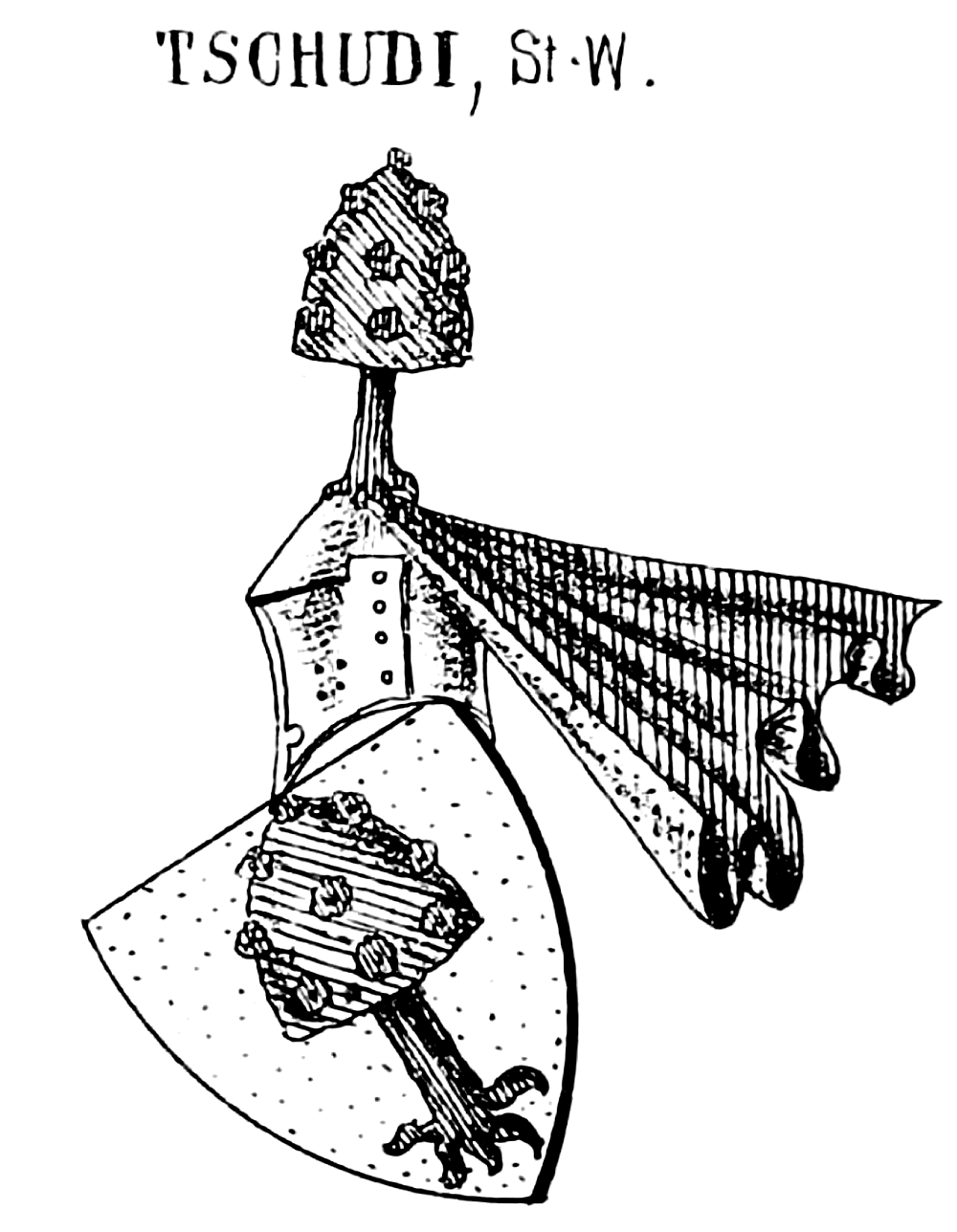
Stammwappen in Siebmachers Wappenbuch
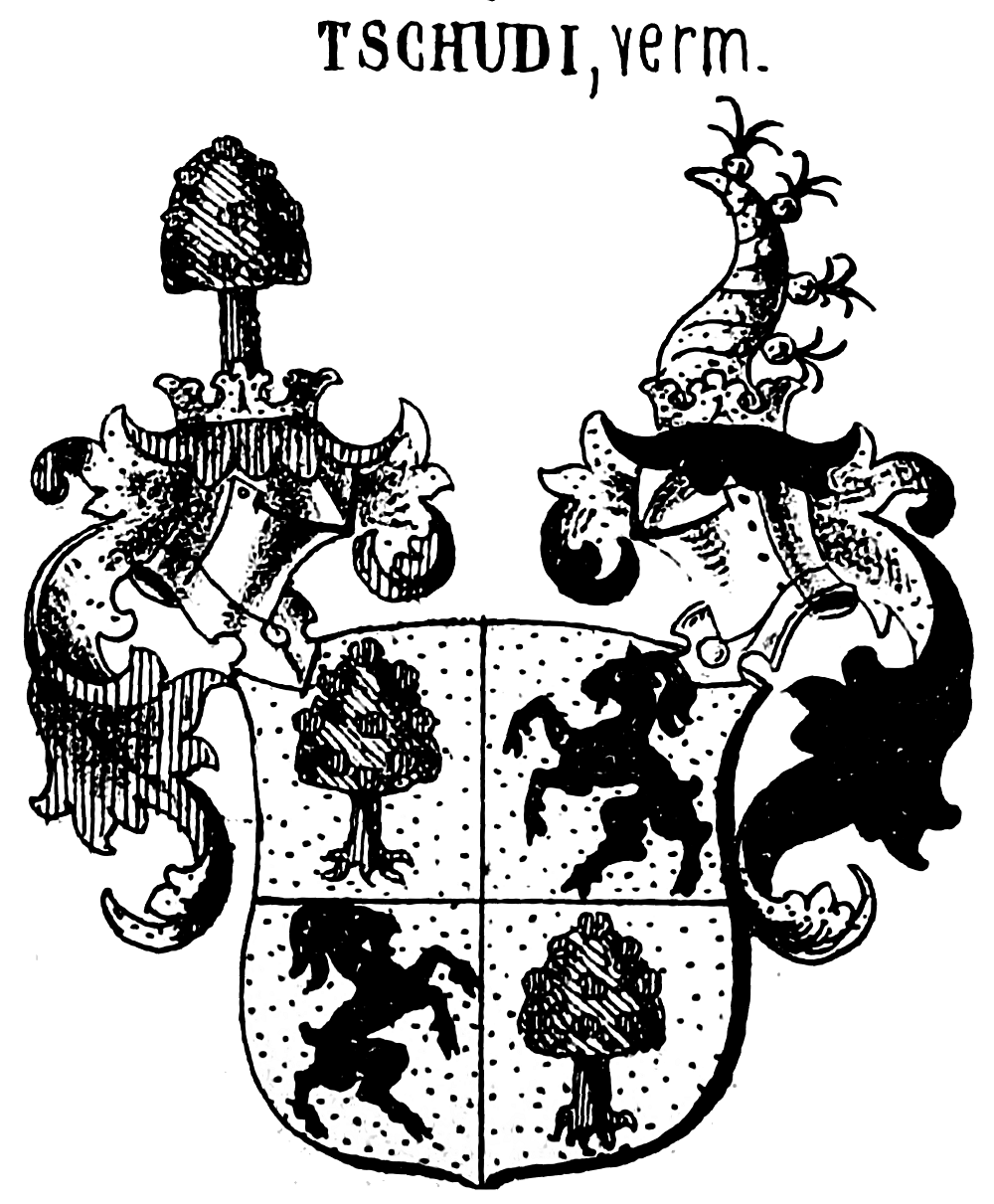
Vermehrtes Wappen in Siebmachers Wappenbuch
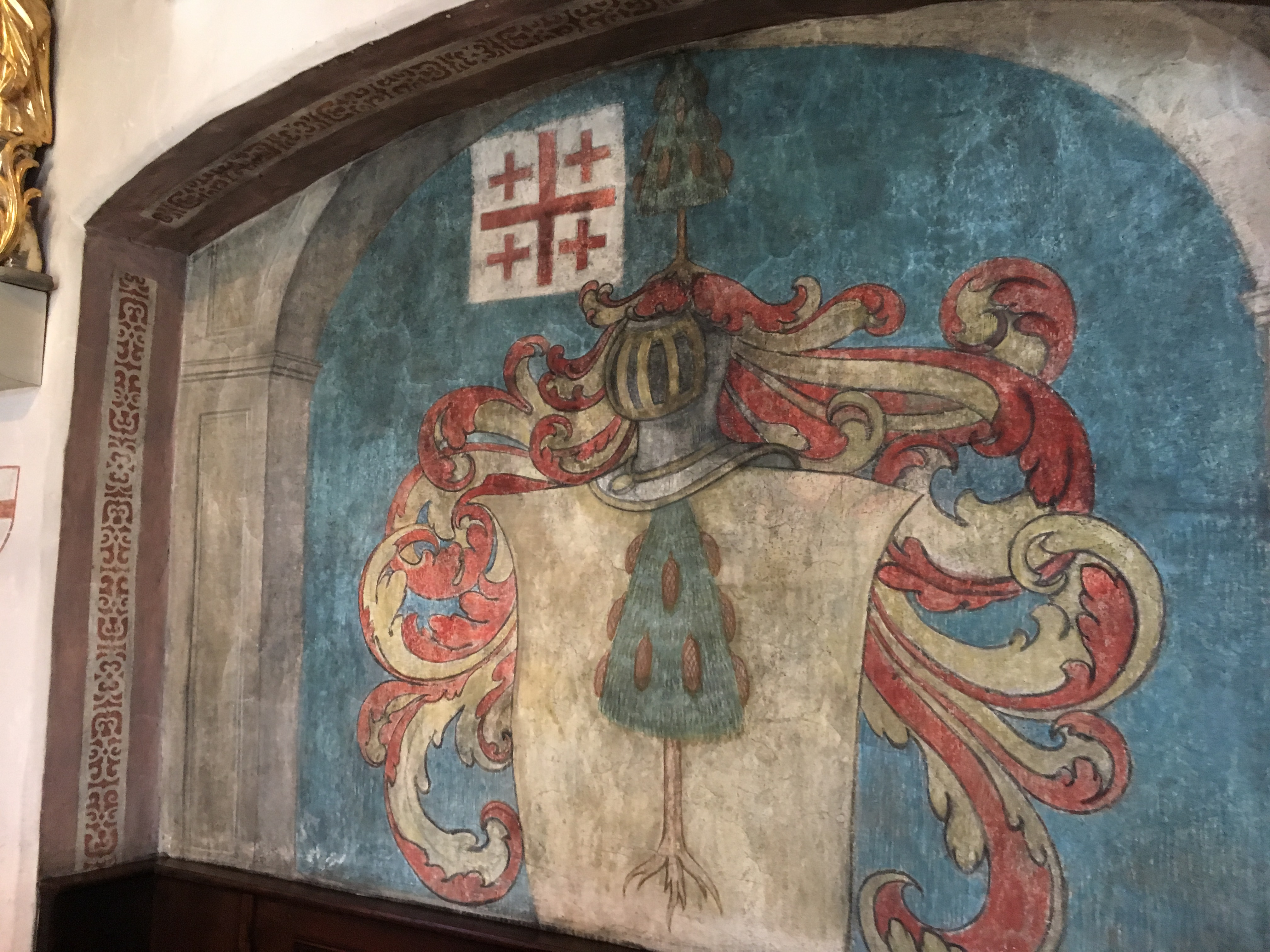
Wappen der Tschudi an St. Justus in Flums
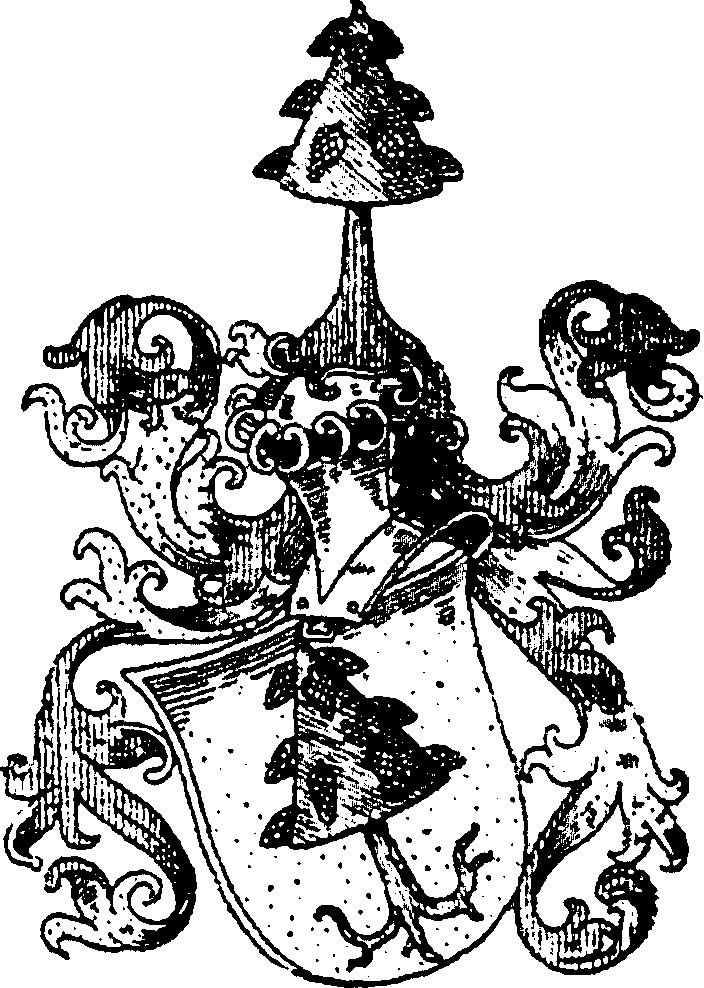
Wappen derer von Tschudi im Jahrbuch des Deutschen Adels 1898
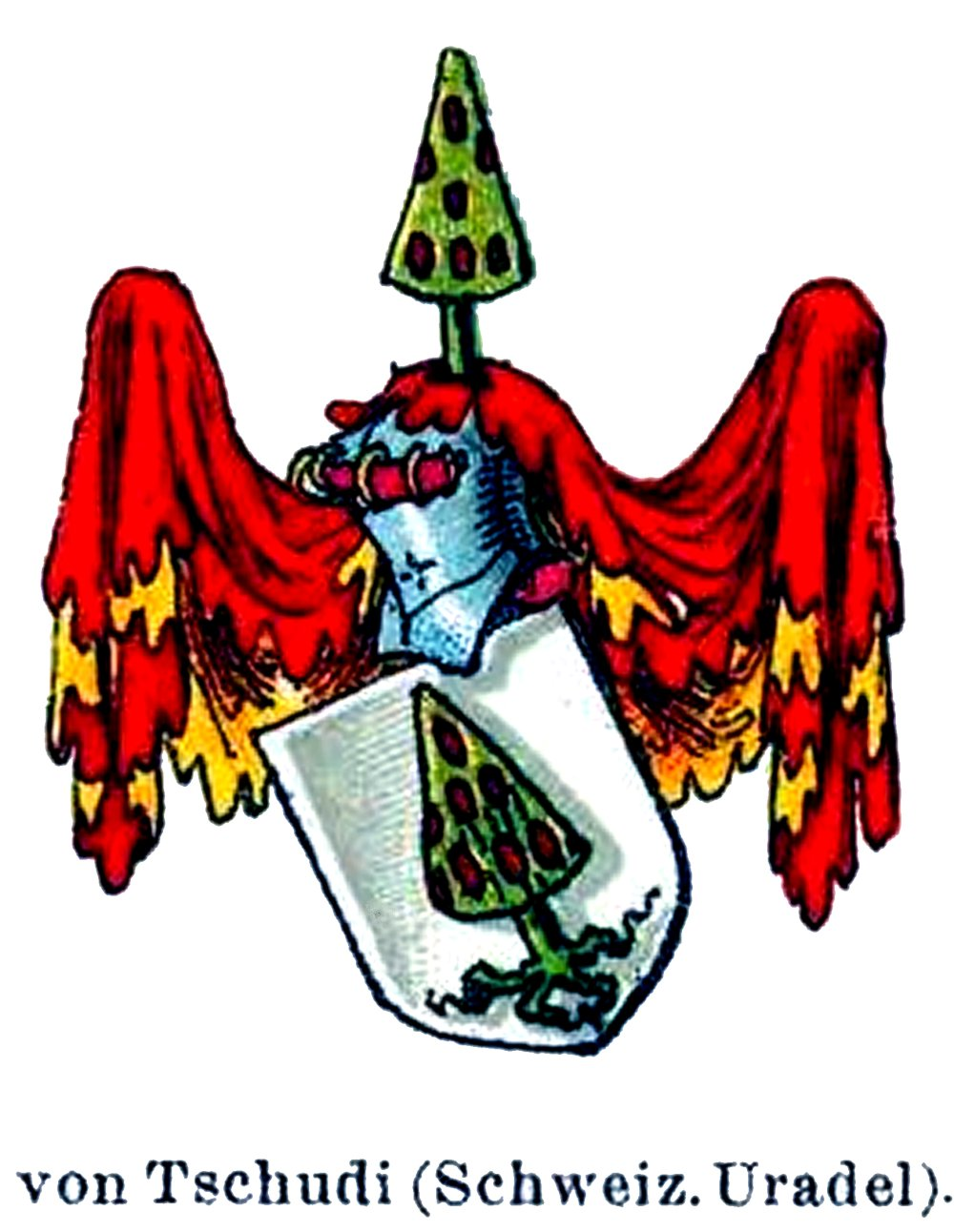
Wappendarstellung um 1910
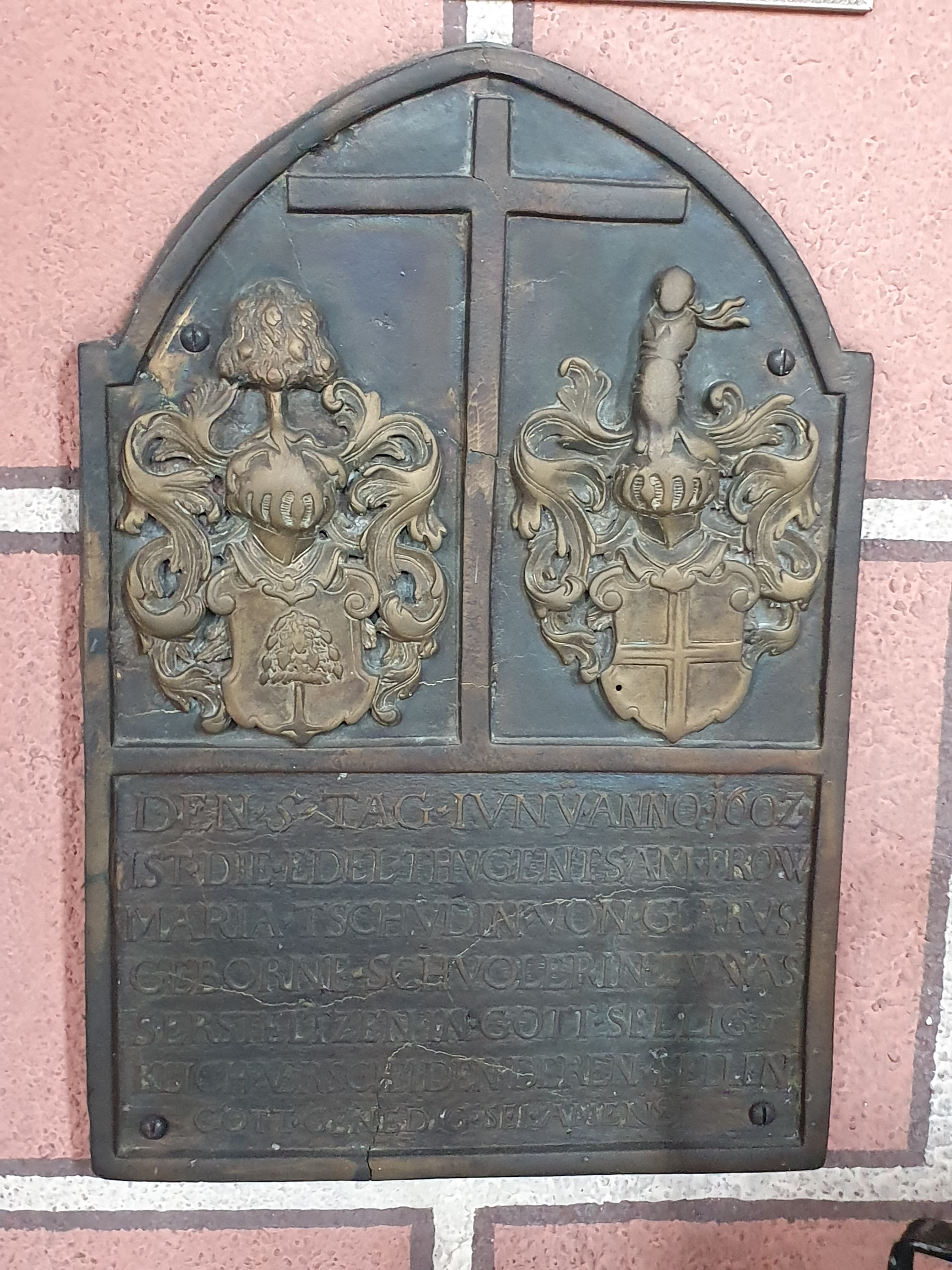
Epitaph für Ludwig Tschudi von Glarus, Obervogt auf Burg Rotwasserstelz